# 길은정
길은정(한국 한자: 吉恩貞, 1961년 8월 8일~2005년 1월 7일)은 대한민국의 가수였다. 가수뿐 아니라 방송 진행자로서도 활발한 활동을 하였고 
1982년 언더그라운드 라이브 클럽에서 통기타 가수 첫 데뷔하였고 2년 후 1984년 《소중한 사람》이라는 노래 작품으로 정식 가수 데뷔하였다. 2005년 1월 7일 향년 43세의 나이에 직장암으로 세상을 떠났다.

## 생애
1961년 8월 8일, 강원도 화천군에서 태어났고, 서울보건전문대 식품영양학과를 졸업했다. 1984년 《소중한 사람》으로 가수로 데뷔했고 청순한 외모와 청아한 목소리로 주목받았다. 1984년에는 제2대 '뽀미 언니'로 어린이 프로그램《뽀뽀뽀》의 진행도 맡았는데, 《뽀뽀뽀》의 촬영을 맡았던 MBC 카메라맨 이명길과 1985년 10월 결혼하였다. 이후 이명길과 이혼했다.
가수로서의 활동과 함께 《뽀뽀뽀》, 《가위바위보》, 《가요톱10》, 《만들어 볼까요》, 《정오의 희망곡》 등 다수의 프로그램의 진행자로서도 활동했다. 수필 《그럼에도 행복하다》(1997년), 시집 《사랑하고 있습니다》(1999년), 수필 《내가 행복하게 사는 이유》(2000년) 등을 발간하기도 하였다.
1996년 9월 직장암 수술을 받았다. 1997년 2월 편승엽과 결혼했고, 1997년 9월 이혼했다. 2004년 9월 암이 재발했고, 결국 투병끝에 2005년 1월 7일 사망했다. 암의 재발 이후에도 방송 활동을 이어갔었고, 사망 전날인 2005년 1월 6일에도 원음방송에서 생방송 《길은정의 노래 하나 추억 둘》을 진행하였다.
암에서 완치된 후 장기와 시신 기증 의사를 밝혔는데 암이 재발하자 각막만이라도 기증하고 싶어했지만 시신경에 암이 퍼졌을 가능성이 있어서 기증을 못했다.
한편, KBS 2TV 《여유만만》이 본인이 마지막으로 인터뷰한 프로그램이 됐는데 이 프로그램의 당시 메인 MC였던 이홍렬이 본인(길은정)의 빈소를 찾기도 했으며 길은정 빈소를 방문한 가수 김창남은 길은정 별세 6달 뒤인 2005년 6월 27일 간암으로 세상을 떠났는데  별세 당시 빈소를 찾은 이홍렬이 메인 MC로 활동한 《여유만만》게스트로 초대되기도 했다.

## 논란

### 명예훼손행위
길은정은 1996년 6월에 가수 편승엽과 교제를 시작하였다. 1996년 9월 둘째 주 무렵에 직장암 수술을 받았다. 1996년 9월 22일에 편승엽과 결혼할 예정이라는 이야기가 언론을 통해 알려졌다. 편승엽이 암에 걸린 길은정을 병 간호했다는 이야기도 함께 나오면서 길은정과 편승엽은 소위 '순애보'적 사랑의 주인공으로 그려졌다. 이듬해인 1997년 2월에 편승엽과 결혼식을 올렸고, 1997년 9월에 편승엽과 이혼했다.
5년 후인 2002년 9월 6일에 인터넷을 통해 편승엽에 대한 비방글을 올렸고, 2002년 10월 2일에 채 모 씨, 김 모 씨 등과 함께 기자회견을 열어 편승엽에 대해 비방했다. 길은정은 '편승엽이 혼인신고 직후 폭행과 금품 갈취 등을 일삼았으며 순애보로 포장된 우리의 결혼은 결국 돈을 노린 사기극이었다'고 주장했고, 채 모 씨와 김 모 씨는 '편승엽이 채 모 씨와 사실혼 관계에 있으면서도 혼자 산다고 속이며 김 모 씨에게 접근하는 등 파렴치한 행위를 저질렀다'고 주장했다. 2002년 10월 4일에 편승엽은 자신의 배우자와 함께 길은정 등의 주장을 반박하는 기자회견을 열었다. 이후 편승엽은 2002년 10월 9일에 '허위사실유포를 통한 명예훼손' 혐의로 길은정을 고소했고, 검찰은 2003년 3월 28일에 벌금 100만 원에 길은정을 약식기소했으나 법원은 '서류만 보고 재판할 수 없다'며 2003년 7월에 정식 재판에 넘겼으며, 길은정은 2004년 7월 7일에 징역 7개월형을 선고받았다. 이에 대해 길은정은 항소를 제기하였다가 취하하였다.
재판부는 "편승엽이 '순애보의 주인공'은 아닐지라도 사회에서 매장당할 만큼 파렴치범은 아니라고 판단된다. 편승엽이 순애보의 주인공처럼 결혼을 했으면 그에 대한 책임을 져야하나 그렇지 못한 데에 대해 도덕적 비난을 받을 여지는 있지만 파렴치범으로 몰 수는 없다. 성폭행과 호스트바 문제는 전혀 사실이 아니라고 판단된다. 피고인은 불편했던 결혼 생활을 주관적인 관점에서 과장하고, 다른 사람에게서 들은 피해자 비리에 대해 사실관계를 파악하지 않은 채 인터넷과 기자회견을 통해 허위사실을 유포해 피해자와 그 가족에게 피해를 입혔다. 피고인의 결혼 생활을 힘들게 했던 피해자가 방송에서 순애보의 주인공인 것처럼 말하는 것을 보며 농락당했다고 생각한 점, 미처 몰랐던 피해자의 비리를 들은 뒤 감정적으로 집착하여 사물을 객관적으로 보지 못해 기자회견에 이른 점 등은 정상 참작된다. 피고인이 재판 과정을 통해 진실이라고 믿었던 사실이 허위나 과장이었음을 알 수 있었을 것이고, 범행으로 인해 피해자와 그 가족이 회복할 수 없는 피해를 입었음에도 피해자 측의 명예 회복을 위한 어떤 노력도 하고 있지 않은 점을 볼 때 죄질은 무겁다고 인정된다"고 실형 선고 이유를 밝혔다.
편승엽과의 재판 과정에서 툭하면 실신하고 쓰러졌는데 이 때 길은정은 이미 죽음이 예정되어 있을 정도로 건강이 심각하게 악화되어 있는 상태였다. 길은정이 재판을 받을 때마다 쓰러져서 재판이 끝나면 다른 사람이 길은정을 업고 귀가해야만 했다.

## 음반
- 1984년: 소중한 사람
- 1984년: 길은정 뽀뽀뽀 동요모음집
- 1987년: 사랑굿, 우울한 샹송, 애가
- 1989년: 예감
- 1991년: 이별의 풍경
- 1995년: 길은정 시낭송집
- 2002년: 귀로듣는 책 길은정의 이솝우화
- 2002년: 귀로듣는 책 길은정의 안데르센 동화
- 2002년: 길은정 동요집(섬집 아기)
- 2004년: 만파식적〈萬波息笛〉

## 출연 작품

### 텔레비전 진행자
- 《뽀뽀뽀》
- 《영11》
- 《젊음이 있는곳에》
- 《쇼 네트워크》
- 《가요 톱 10》
- 《둘이서 한마음》
- 《사랑의 징검다리》
- 《만들어볼까요》

### 라디오 진행자
- KBS 라디오 《가위바위보》
- MBC FM 《정오의 희망곡》
- KBS FM 《3시와 5시 사이》
- 원음방송 《길은정의 노래 하나 추억 둘》

## 상훈
- 1984년 - KBS 가사 대상 은상 《소중한 사람》, MBC 연기대상 MC부문 신인상
- 1992년 - MBC 연기대상 라디오부문 우수상

## 저서
- 1997년 - 수필 《그럼에도 행복하다》
- 1999년 - 시집 《사랑하고 있습니다》
- 2000년 - 수필 《내가 행복하게 사는 이유》

## 경력
- 1999년 9월 ~ 1999년 10월: 하남국제환경박람회조직위원회 홍보위원